# パハールガンジ

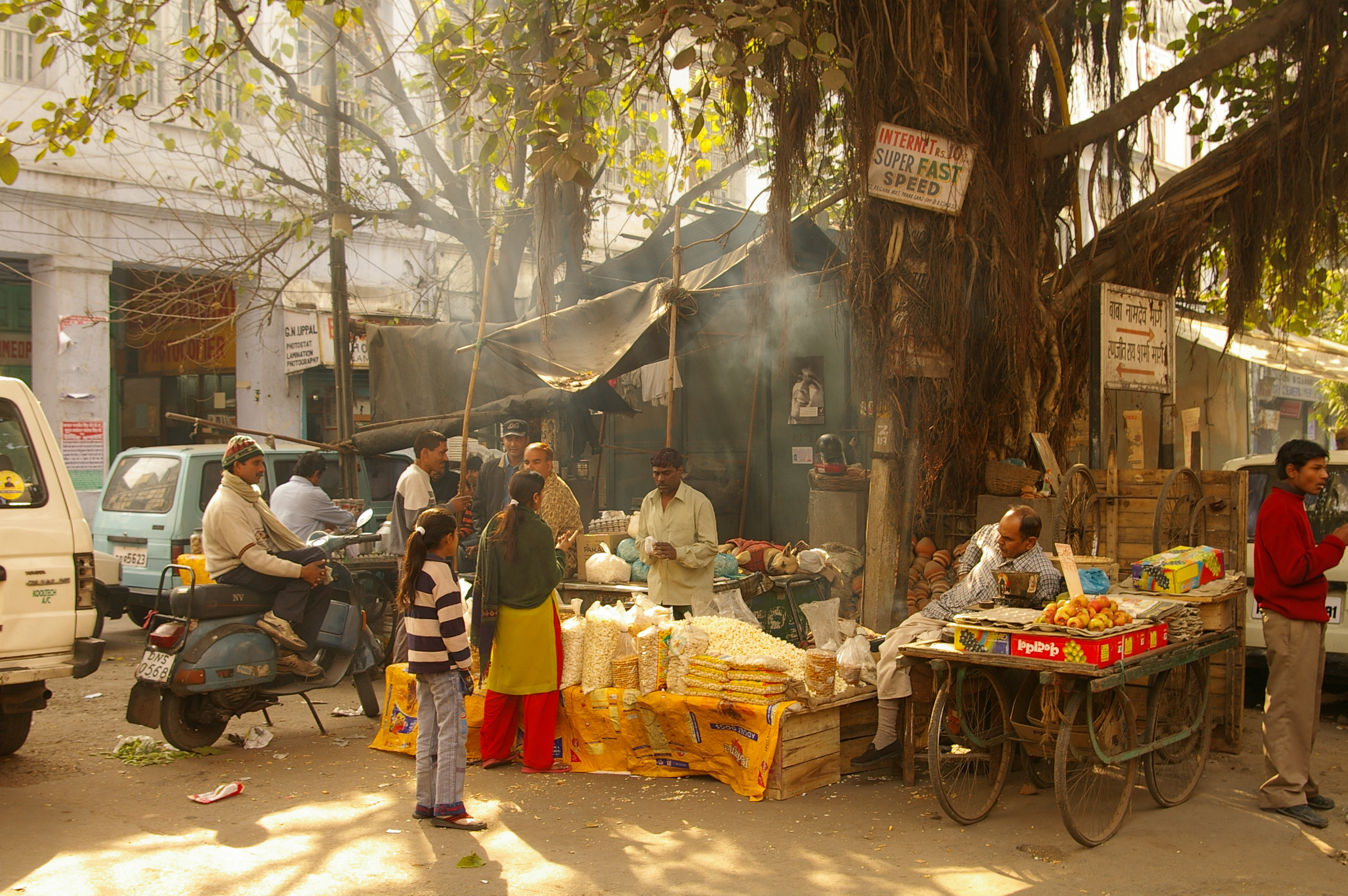
パハールガンジの「メインバザール」

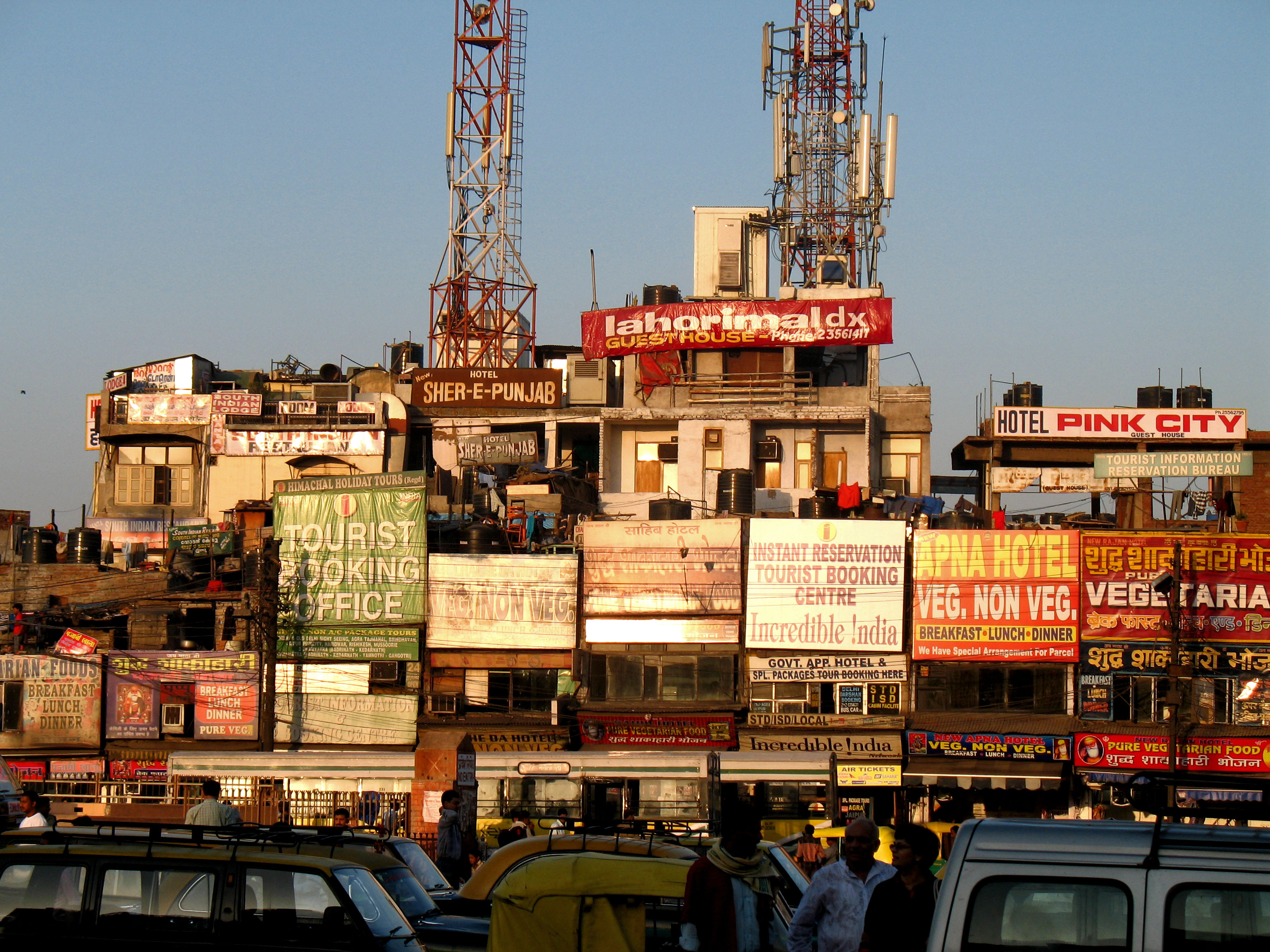
ニューデリー駅の向こう側に見えるパハールガンジのホテル・レストラン群

座標: 北緯28度38分32.5秒 東経77度13分1.6秒 / 北緯28.642361度 東経77.217111度パハールガンジ（英語：Paharganj, ヒンディー語： पहाड़गंज, ウルドゥー語: پہاڑگںج , パンジャービー語： ਪਹਾੜਗਂਜ）は、インドのニューデリーにある地区で、格安宿が多くあり、世界中からバックパッカーや旅行者が多く集まる。メインバザールとも呼ばれている。インド国内各地への列車が多く発着するニューデリー駅のすぐ西側に位置しており、交通の便も良い。また、ショッピングの中心であるコンノートプレースからも比較的近い。格安のホテル、ゲストハウスの他にもレストラン、売店、ネットカフェ、服屋、土産物屋などの店が軒を連ねている。

## 歴史
パハールガンジとは「丘（パハール）の市場（ガンジ）」という意味で、その名の通り、ラーイスィーナーの丘（現在大統領官邸がある地域）に近接している。
デリーがムガル帝国時代の首都シャージャハーナーバードと呼ばれていた時代からパハールガンジは存在し、現在のオールドデリーにあたる城塞地区のすぐ外側（アジュメール門の前）に位置する、帝都に五カ所ある主要な市場の一つとして栄えていた。17世紀頃は主に穀物を扱う市場として知られ、徴税のための役所も置かれていた。
1947年のインド・パキスタン分離独立の際には、西パキスタン側から移住してきた多くのヒンドゥー教徒の難民のために店が割り当てられ、その後通りは急成長した。
1970年代にヒッピーブームが起こり、ヒッピーやバックパッカー、学生の旅行者などが多く訪れるようになった。